# Alfred Bestall
Alfred Edmeades "Fred" Bestall (Mandalay, 14 december 1892 – Porthmadog, 15 januari 1986) was een Engels schrijver en illustrator. Hij is voornamelijk bekend geworden door de verhalen die hij schreef en tekende over Bruintje Beer, nadat hij Mary Tourtel opvolgde. Hij maakte de verhalen van 1935 tot aan zijn pensioen in 1974 voor het Britse dagblad Daily Express.

## Jeugd
Bestall werd geboren in Mandalay in Myanmar, destijds een onderdeel van het Britse rijk. Zijn ouders waren hier werkzaam als Methodisten-zendelingen. In zijn jeugd keerde hij met zijn ouders terug naar Wales, waar hij 1904 tot 1911 naar de Rydal Mount school in Colwyn Bay ging. Hij behaalde daar ook een beurs voor de Birmingham Central School of Art en vertrok daarna naar de LCC Central School of Arts and Crafts in Camden. In 1915 stopte hij met studeren aan de LCC en ging tijdens de Eerste Wereldoorlog in dienst bij het Britse leger. Hij werd gestationeerd in België, waar hij de soldaten vervoerde in Londense dubbeldekkerbussen. Na de oorlog vervolgde hij zijn studie aan de LCC in Camden.

## Carrière
In 1922 begon hij zijn carrière als freelance illustrator en droeg onder andere bij aan krantenstrips als Punch en Tatler. Hij verzorgde ook veel illustraties voor diverse kinderboeken. Hij was de vaste illustrator voor de boeken van Enid Blyton.
In 1935 moest Bruintje Beer-bedenkster en -tekenaar Mary Tourtel noodgedwongen stoppen met tekenen, doordat haar gezichtsvermogen hard achteruit ging. De Britse krant Daily Express, voor wie ze de verhalen tekende en die de verhalen publiceerde, zocht naar een opvolger om de populaire reeks voor te zetten. Alfred Bestall werd in eerste instantie aangewezen als tijdelijke opvolger, maar bleef door de populariteit van zijn verhalen tot zijn pensioen aan als schrijver en tekenaar. Zijn eerste verhaal verscheen op 28 juni 1935 in de Daily Express.
In totaal heeft Bestall 273 Bruintje Beerverhalen geschreven en geïllustreerd. 224 verhalen werden in de krant uitgebracht, 40 werden er speciaal gemaakt voor de jaarlijkse Rupert Annuals en 7 maakte hij speciaal voor kinderenboeken. Bestalls carrière bij de Daily Express eindigde in 1965 en zijn laatste verhaal verscheen op 22 juli 1965 in de krant. Daarna werden veel van zijn en Tourtels verhalen opnieuw in de krant gedrukt. Hij werd opgevolgd door Alex Cubie. Toch bleef hij Bruintje Beerverhalen schrijven en tekenen voor de jaarlijkse Rupert Annuals. Hij wordt door velen gezien als de beste tekenaar van de Bruintje Beerverhalen. Hij bedacht vele bekende nieuwe personages en bracht de verhalen tot leven met achtergronden geïnspireerd door landschappen in Wales. 

## Latere Leven
Bestall woonde na het einde van de Eerste Wereldoorlog in Surrey en van 1966 tot 1977 in de Londense wijk Surbiton. Zijn vakanties bracht hij voornamelijk door in Nantgwynant, vlak bij Beddgelert. In 1956 kocht hij een bungalow aan de voet van de Myndd Sygun in Beddgelert die hij 'Penlan' noemde. Veel van zijn verhalen zijn getekend in deze plaats en in zijn vakantiehuis, waarbij de omgeving een belangrijke rol speelde voor de achtergrond. In 1977 werd dit huisje zijn vaste woonplaats. Hij woonde er tot aan zijn dood.
In 1985 werd Bestall onderscheiden door koningin Elizabeth II en benoemd tot lid in Orde van het Britse Rijk. Bestall kon vanwege een afnemende gezondheid hier niet zelf bij aanwezig zijn. Op zijn 93ste verjaardag stuurde prins Charles hem een persoonlijke brief met de tekst:

I have heard that you were sadly unable to receive your MBE from the Queen recently. I wanted to send you my congratulations on your award and to wish you a very happy birthday with many happy returns. As a child I well remember your marvellous illustrations of Rupert Bear.

Alfred Bestall stierf op 15 januari 1986 op 93-jarige leeftijd aan de gevolgen van botkanker in het ziekenhuis in Porthmadog in Wales. Hij werd begraven op Brookwood Cemetery
In 2003 bracht zijn nichtje en petekind, Caroline Bott, een uitgebreide biografie van hem uit. Het boek had een voorwoord van Beatles-zanger Paul McCartney.

## Trivia
- Tussen 1935 en 1948 signeerde hij zijn tekeningen van Bruintje Beer niet uit respect voor Mary Tourtel. Pas na haar overlijden in 1948 voelde hij zich vrij om zijn Bruintje Beer werken van zijn naam te voorzien. Tourtel en Bestall bespraken ook regelmatig ideeën en Tourtel bleef Bestall zowel gevraagd als ongevraagd advies en kritiek geven op zijn verhalen.
- Beatles-zanger Paul McCartney en zijn gezin bezochten Alfred Bestall in 1984 in diens woning in Beddgelert. McCarteny, een groot fan van Bruintje Beer, had destijds de filmrechten van het personage in zijn bezit. McCartney bracht datzelfde jaar de film Rupert and the Frog Song uit. De gehele film over Bruintje Beer was geïnspireerd op een tekening van Alfred Bestall in een van diens Bruintje Beerboeken. Bestall noemde het een eer en was enthousiast over de film en een liefhebber van het bijhorende muzieknummer We all stand together. Na Bestalls overlijden stuurde de zanger bloemen naar diens uitvaart.
- Alfred Bestall had een grote interesse in de Japanse Origamikunst. In veel Rupert Annuals zijn voor kinderen voorbeelden te vinden om zelf origami te vouwen. Ook komt origami veel voor in zijn verhalen. In 1967 werd hij lid van het toen pas opgerichte British Origami Society, waarvan hij tot aan zijn dood vele jaren voorzitter was.

- Gemeinsame Normdatei: 1047831082
- International Standard Name Identifier: 0000 0000 8436 1196
- Library of Congress Control Number: n89648327
- Nationale Bibliotheek van Israël: 987007408391905171
- Nederlandse Thesaurus van Auteursnamen: 071923195
- RKD-Nederlands Instituut voor Kunstgeschiedenis: 7775
- Trove: 1114606
- Union List of Artist Names: 500001333
- Virtual International Authority File: 26212242
- WorldCat: E39PBJkMF7CbQdGYXydRyfHQv3